# Carcelia tasmanica
Carcelia tasmanica är en tvåvingeart som beskrevs av Robineau-desvoidy 1863. Carcelia tasmanica ingår i släktet Carcelia och familjen parasitflugor. Inga underarter finns listade i Catalogue of Life.